# マグヌス・イェンセン
マグヌス・イェンセン（Magnus Risgaard Jensen、1996年10月27日 - ）は、デンマークのプロサッカー選手。デンマーク・スーペルリーガ・リンビーBK所属。ポジションは、センターバック、センターフォワード。

## 経歴
2020年、2月24日、ACホーセンスで公式戦デビュー。チームは来シーズンからの2部リーグ降格が決まった。
2021-22シーズン、32試合出場。センターバック、センターフォワード両方で先発出場し、10得点5アシストを記録。
2022-23シーズン、チームは1部に復帰。9月13日のリーグ戦でセンターバックで先発出場、1得点を記録した。4日後のリーグ戦では、センターフォワードで先発出場、前半23分に決勝点を決めて勝利に貢献した。
2023-24シーズン、リンビーBKに加入した。